# Selma Lagerlöf (dokumentärserie)
Selma Lagerlöf är en svensk dokumentärserie i två delar från 2022. Dokumentärserien handlar om författaren Selma Lagerlöfs liv, tid och verk.
I serien gestaltar skådespelare Lagerlöfs brev och verk. Dokumentärserien bygger i stor utsträckning på arkivmaterial, historisk forskning och litteraturforskning bland annat boken "Selma Lagerlöf. Världens modernaste kvinna" (2018) av Anna Nordlund. I rollerna märks Nina Jeppsson, Nina Haber, Ana Gil de Melo Nascimento, Josefin Neldén, Ingela Olsson och Kicki Bramberg.

## Mottagande
DN:s Maria Schottenius skriver att "filmteam och forskare tillsammans levandegör en tidsepok och ett liv, känsligt och effektivt." Dokumentären återger många av de dramatiska händelser som påverkade Lagerlöfs författarskap, men håller sig sedan nära hennes böcker.